# شهرستان هاییوان
شهرستان هاییوان (به لاتین: Haiyuan County) یک منطقهٔ مسکونی در چین است که در ژانگوی واقع شده‌است.